# 神之鄉
《神之鄉》（英語：The Summer Temple Fair），2021年東森電視自製戲劇系列之第二十部作品，製作單位映畫傳播，主演王識賢、李李仁、李玉璽、項婕如、林玟誼、周采詩、謝怡芬、黃鐙輝、林暉閔、廖威廉。2020年8月3日開鏡，改編自漫畫家左萱同名漫畫。此劇為東森創作繼《王牌辯護人》後再度製播的戲劇。

## 播出時間

### 首播
| 頻道        | 所在地     | 播出日期      | 播出時間             |
| ----------- | ---------- | ------------- | -------------------- |
| 公視主頻    | 臺灣       | 2021年7月10日 | 每週六 21:00 - 23:00 |
| 東森戲劇台  | 臺灣       | 2021年7月11日 | 每週日 20:00 - 22:00 |
| 公視台語台  | 臺灣       | 2021年9月5日  | 每週日 20:00 - 22:00 |
| Astro歡喜台 | 马来西亚 · | 2021年9月19日 | 每週日 20:30 - 21:30 |
| 華視主頻    | 臺灣       | 2022年9月18日 | 每週日 22:00 - 23:00 |

### 網路平台
| 影音    | 所在地 | 播出日期      | 播出時間                                                                 |
| ------- | ------ | ------------- | ------------------------------------------------------------------------ |
| LINE TV | 臺灣   | 2021年7月10日 | 每週六 21:00、22:00上架（VIP會員觀看） 每週日 22:00 上架（全用戶可觀看） |
| 公視+   | 臺灣   | 2021年8月8日  | 週日 00:00上架十集 觀看期限：2021年8月14日 23:59                         |

### 重播
| 頻道       | 所在地 | 播出日期      | 播出時間            |
| ---------- | ------ | ------------- | ------------------- |
| 公視主頻   | 臺灣   | 2021年7月11日 | 每週日 01:10－03:00 |
| 公視主頻   | 臺灣   | 2021年7月17日 | 每週六 12:30－14:30 |
| 東森戲劇台 | 臺灣   | 2021年7月17日 | 每週六 14:00－16:00 |
| 東森戲劇台 | 臺灣   | 2021年7月18日 | 每週日 00:00－02:00 |
| 東森戲劇台 | 臺灣   | 2021年7月18日 | 每週日 14:00－16:00 |
| 東森超視   | 臺灣   | 2021年7月17日 | 每週六 19:00－21:00 |
| 東森超視   | 臺灣   | 2021年7月18日 | 每週日 22:00－00:00 |

## 故事大綱
大三暑假，在台北讀大學的夏志薰（李玉璽飾），帶著暗戀他的美術系同學陳暖暖（項婕如飾）， 回到了睽違七年的家鄉桃園大溪，也回到被他遺忘的童年。回憶點點滴滴，也許正是神明指引的回家之路。

## 演員陣容

### 主要角色
| 演員   | 角色   | 介紹 | 登場集數   |
| 王識賢 | 夏天龍 | 聖恩社現任社長、龍也饞小吃攤老闆，夏志薰、夏曉滿的爸爸、葉雲的前夫、夏天晴的哥哥，鳳飛飛的鐵粉。頑固又神祕，如果不認識他的過去，會以為他是很難相處的宮廟廟主或是很有原則的廚師。為了救阿薰，偷餐廳老闆的錢而坐了三年的牢。但認識他幾十年的老友與家人都不會忘記，他過去在聖恩社出陣時的風采，以及他與師弟黃世介兩人對「遶境表演」的改革。 年輕時的外號叫「龍風飛翼德」，戴著張飛面具，手中施展絢麗高超的打陀螺技巧，一舉打動二百臺斤的巨大陀螺的「飛翼德」。還曾穿著高達四呎七、重達五十多公斤的「關平將軍」神將裝，在遶境時不休息也不喝水，獨撐一整天。這些跟他有關的風光紀錄，到現在仍是許多大溪居民記憶中的驕傲。 | 全劇       |
| 李李仁 | 黃世介 | 虎膽堂的創始堂主，性格豪邁又愛創新，什麼都不排斥嘗試，就連傳統的跳陣頭，他都可以融入任何求新求變的創意，這也是虎膽堂總是吸引許多年輕人加入的原因。虎膽堂的大廳中掛著一幅「薰陶善類」的匾額，這是成立虎膽堂最大的用意。希望能將愛熱鬧愛陣頭文化的年輕人聚在一起，用融入他們的方式為年輕人創造一個安身之處。 年輕時也是聖恩社的成員，雖然因為「前」師兄夏天龍出事使兄弟扯破臉，但他心中仍對結拜兄弟有著深厚的感情，只是對事物的判斷有自己的一套標準。 | 全劇       |
| 李玉璽 | 夏志薰 | 21歲，大三歷史系學生，夏曉滿的哥哥，家人與朋友都稱呼他為「阿薰」。外表挺拔帥氣又略帶憂鬱型的帥哥，深受異性歡迎，在學校時就算不開口，都能博得許多人愛慕的眼神，略帶神秘的特質反而讓他成為校園中的話題人物。 年幼時老家在桃園大溪，從小就是個出了名古靈精怪、滿腦子有許多調皮想法的孩子。但在升上國中時，歷經了生病、父母離異等事情而移居台北後，性格逐漸變得沉默寡言，不熱衷社交也不輕易對人打開心房。 | 全劇       |
| 洪暉森 | 夏志薰 | 4歲，童年時的夏志薰。 | 1-2,5,8,10 |
| 張恩瑋 | 夏志薰 | 8歲，國小時的夏志薰。 | 1-2,4      |
| 駱炫銘 | 夏志薰 | 13歲，國中時的夏志薰。 | 1,3-4,8    |
| 項婕如 | 陳暖暖 | 大二美術系學生，善於察言觀色又很有行動力，在父母都是公務員的正經家庭長大，說話處事都樂觀率直。喜歡漫畫及電玩，甚至開了一個自己的youtube頻道，內容介紹各種她喜歡的二次元小宇宙，以及各種美食新發現。衝著她的天然不做作，擁有一小票固定的粉絲。 習慣凡事總往好處想，就算結果不盡如意也不放在心上，很多時候受到別人的嘲弄或者謾罵，都能自己解讀，將對方的想法扭曲為好意，這樣的個性使她極具人緣，就算是一開始對她有偏見的人，也會因為她這種個性而被打動接納她。 | 全劇       |
| 周采詩 | 夏天晴 | 大溪老街「芊月齋」餅店夫人，夏天龍的妹妹、夏志薰、夏曉滿的姑姑、芊芊的媽媽。個性幽默風趣、溫暖。有個疼愛自己的丈夫和調皮天真的六歲女兒，一家三口加上姪女，四人的家總是熱鬧歡笑。 她幸福美滿的家庭與分崩離析的哥哥家充滿強烈對比。看著自己唯一的哥哥妻離子散，她除了替大嫂照顧女兒夏曉滿及關懷夏天龍的生活外，總想把哥哥家四散的成員給安妥好。無奈這四個家人一個比一個還有個性。 | 1-5,7-10   |
| 謝怡芬 | 葉雲   | 資深導遊，夏志薰、夏曉滿的媽媽、夏天龍的前妻。外表看似堅強，但有著一顆柔軟的心。身為鳳飛飛忠實歌迷的她，年輕時到大溪旅遊被夏天龍用一碗麵追走，為此她拋開美國的生活與工作嫁來大溪。 在前夫出事後，她又一肩挑起照顧兒子的重責。雖然她與夏天龍已經無緣再做夫妻，但小姑夏天晴仍是她最好的閨密。知道女兒對自己不諒解，也不想跟自己說話，只能透過電話向小姑關心女兒的生活狀況。 | 1,3-4,8-10 |
| 盧以恩 | 夏曉滿 | 16歲，夏天龍的女兒、夏志薰的妹妹、夏天晴的姪女。父母離異後就跟著姑姑住，與母親及哥哥不常聯繫。青春洋溢又活潑大方，酷愛同人裝扮，在學校創辦「同人社」，常帶領社團到處比賽。只是保守又死腦筋的父親，非常不喜歡她的扮裝行為，父女倆常為此吵架，導致隔閡日深。 | 1,3-10     |
| 吳采庭 | 夏曉滿 | 8歲，國小時的夏曉滿。 | 3-4        |
|        | 夏曉滿 | 3歲，童年時的夏曉滿。 | 4          |
| 王彩樺 | 簡芝蘭 | 經營理髮廳的辣姨，刀子嘴豆腐心，獨自扶養外甥女林一德、外甥林一心長大。個性大辣辣，活力滿檔創意十足。最喜歡將「實驗魂」發揮在外甥的髮型上，讓他永遠頂著最潮髮色。她對外甥與外甥女採取開放的教養方式，不時還會和他們鬥嘴。雖然有時也會因一時快言快語而引起誤會，但有她在的地方就有講不完的趣事發生。 | 2-3,7-10   |
| 林暉閔 | 林一心 | 夏志薰的兒時玩伴與同學、林一德的弟弟。性格和他金黃色髮型一樣顯眼，在人群中傳來最大聲的歡笑，是個性格爽朗的大男孩。 不過，兒時的他很內向老實，常跟著點子王夏志薰作亂，經常被阿姨抓到而受到訓斥。從小就對宮廟文化十分有興趣，最愛跟著夏志薰的父親學陣頭。雖然他的運動神經很好、節拍感十足，但卻從沒在打陀螺這件事上贏過夏志薰。 | 全劇       |
| 麥海淇 | 林一心 | 國小時的林一心。 | 2          |
| 黃鐙輝 | 王大義 | 聖恩社木雕師。自幼患有「高功能自閉症」，遺傳父親的好手藝，讓他擁有一雙善於雕刻的巧手，不管是修復社頭裡的神像或是雕刻自創的臉譜，都能超越眾人期待。 平時不喜歡說話，一說話便背出與三國有關的歷史典故。在旁人眼中，有些怪異卻有著靈敏的觀察力，可以一整個早上都盯著某幅畫不動，然而當他一動手雕刻時，畫上的人偶或神像就能栩栩如生地在他手中轉動。 | 全劇       |
| 廖威廉 | 王大勇 | 王大義的弟弟，林一德的男友，父親是聖恩社前社長王師傅。年幼時期被父親將他與哥哥託付給夏天龍照顧。他從小便對哥哥十分照顧，也將復興聖恩社視為自己的義務。年輕好鬥，動拳頭比動舌頭快，最無法忍受別人說聖恩社的壞話。 渴望榮耀，看似脾氣火爆，這卻是用來保護自己與哥哥的武裝。心中其實過度自卑，將驕傲寄託在聖恩社的神將出陣上。他的努力讓他成為大溪首屈一指的「神將腳」，但礙於社長夏天龍的保守頑固 | 1-3,5-10   |
| 黃新皓 | Q仔    | 虎膽堂第一弟子，黃世介的乾兒子。跳街舞功力與跳家將功力一樣強。從小家教甚嚴，導致在上國中後開始激烈反抗，父母只好將他交給黃世介。沒有小孩的世介視他如己出，用開明的方式對他，Q仔也對他忠心耿耿。 | 1-3,6-10   |
| 蕭晴曦 | 芊芊   | 6歲，夏天晴的女兒。 | 1-4,6,9-10 |
| 林玟誼 | 林一德 | 盼望幸福的「芊月齋」餅店員工，林一心的姊姊，王大勇的女友。母親早逝，父親是個拋棄家庭，偶爾還會來討錢的混球。她與弟弟從小由阿姨帶大。活在責任與壓力之中，在遇到王大勇後，才找到懂得自己感受的人，兩人心裡最深的話，也只對彼此訴說。 | 2,6-10     |

### 其他角色
| 演員   | 角色 | 介紹         | 登場集數 |
| 梁金得 | 弟子 | 虎膽堂男弟子 | 1-3,6-10 |
| 陳世凱 | 弟子 | 虎膽堂男弟子 | 1-3,6-10 |
| 高堂榮 | 弟子 | 虎膽堂男弟子 | 1-3,6-10 |
| 賴文賢 | 弟子 | 虎膽堂男弟子 | 1-3,6-10 |
| 陳學柔 | 弟子 | 虎膽堂女弟子 | 1,3      |
| 呂佳琪 | 弟子 | 虎膽堂女弟子 | 1,3      |
| 林宇珊 | 弟子 | 虎膽堂女弟子 | 1,3      |
|        | 弟子 | 虎膽堂女弟子 | 1,3      |

### 客串角色
| 演員     | 角色     | 介紹                                                                       | 登場集數      |
| 范姜泰基 | 徐教授   | 大學教授                                                                   | 1             |
| 陳博正   | 王溪師傅 | 聖恩社前社長，王大義、王大勇的爸爸。死前將年幼的兩個兒子託付給夏天龍照顧。 | 2-3,6（照片） |

## 電視劇歌曲
| 曲別   | 歌名     | 演唱者                 | 作詞                   | 作曲                   |
| 片頭曲 | 一直追   | 畢書盡、李玉璽、陳彥允 | 陳彥允、劉雅菁、葉佳鑫 | 陳彥允、劉雅菁、葉佳鑫 |
| 片尾曲 | 毛玻璃   | 王識賢、李玉璽         | 李玉璽、楊子樸、鄭莉蓁 | 李玉璽、楊子樸         |
| 插曲   | 祈禱     | 陳彥允                 | 陳彥允                 | 陳彥允、楊子樸         |
| 插曲   | Oh Money | 陳彥允、+0             | 陳彥允、莊景燊         | 陳彥允                 |
| 插曲   | 未完劇本 | 畢書盡                 | 吳育澤                 | 吳育澤                 |
| 插曲   | 夢主宰   | 李玉璽                 | 楊子樸                 | 楊子樸                 |
| 插曲   | 想       | 李玉璽、琳誼 Ring      | 李玉璽                 | 李玉璽                 |
| 插曲   | 心肝寶貝 | 方寧                   | 羅大佑                 | 羅大佑                 |

## 收視率
| 集數            | 標題             | 公視首播日期  | 公視收視率 | 東森戲劇台首播日期 | 東森戲劇台收視率 | 備註 |
| 1               | 返鄉之路         | 2021年7月10日 | 1.53       | 2021年7月11日      | 0.90             | 公視首播主要觀眾群平均1.63，25-49歲女性觀眾收視更達到1.91，東森25-49歲女性觀眾平均收視也達到1.22，兩台合計有148.3萬人次觀看 |
| 2               | 神將與祂們的產地 | 2021年7月10日 | 1.72       | 2021年7月11日      | 1.09             | 公視首播主要觀眾群平均1.63，25-49歲女性觀眾收視更達到1.91，東森25-49歲女性觀眾平均收視也達到1.22，兩台合計有148.3萬人次觀看 |
| 3               | 秘密基地的誕生   | 2021年7月17日 |            | 2021年7月18日      |                  | 公視首播四歲以上主要觀眾群平均1.79，東森25-49歲女性觀眾平均收視1.45                                                         |
| 4               | 十六歲的成年禮   | 2021年7月17日 |            | 2021年7月18日      |                  | 公視首播四歲以上主要觀眾群平均1.79，東森25-49歲女性觀眾平均收視1.45                                                         |
| 5               | 細火慢燉的天龍湯 | 2021年7月24日 | 2.30       | 2021年7月25日      | 1.15             | 公視四歲以上主要觀眾群平均2.39，東森25-49歲女性觀眾平均收視1.63                                                             |
| 6               | 神龍聖獅鳳凰恩   | 2021年7月24日 | 2.47       | 2021年7月25日      | 1.39             | 公視四歲以上主要觀眾群平均2.39，東森25-49歲女性觀眾平均收視1.63                                                             |
| 7               | 大弟子的抉擇     | 2021年7月31日 |            | 2021年8月1日       |                  | 公視4歲以上主要觀眾群平均2.0與2.2 最高點收視2.56                                                                            |
| 8               | 聖帝公的下下籤   | 2021年7月31日 |            | 2021年8月1日       |                  | 公視4歲以上主要觀眾群平均2.0與2.2 最高點收視2.56                                                                            |
| 9               | 三太子的微笑     | 2021年8月7日  | 3.17       | 2021年8月8日       |                  | |
| 10              | 六二四的約定     | 2021年8月7日  | 3.17       | 2021年8月8日       |                  | |
| 平均收視率2.15% |                  |               |            |                    |                  | |

## 拍攝場景

### 台北市
萬華區
- 西門電影公園

### 新北市
新莊區
- 新泰醫院

三峽區
- 成福煤礦

新北老梅
※美髮店

### 桃園市
大溪區
- 大溪普濟堂
- 大溪福仁宮
- 大溪三層福安宮
- 大溪橋
- 大溪順時埔
- 大溪中正公園
- 大溪客運總站
- 大溪龍也饞
- 新南12文創實驗商行
- 三和木藝工作坊
- 黃日香本店
- 月眉古道
- 三橋渡假旅店
- 崎頂黃昏市場
- 崎頂嘉天宮
- 阿姆坪遊艇碼頭

八德區
- 巡天壇

中壢區
- 元智大學

大園區
- 臺灣桃園國際機場

觀音區
- 向陽農場

### 宜蘭縣
員山鄉
- 雙連埤森林

## 製作團隊
- 導演：莊景燊
- 出品人：郭建宏、林文淵、姜玄玭
- 總監製：賴秀貞、陳立人
- 監製：賀淑婷、童瀚萱、彭佳苹、陳祥瑛
- 總製作人：郭建宏
- 製作人：郭建宏、邱玉婷、陳俊安
- 編審：楊玉明
- 編劇統籌：王莉雯
- 編劇：張到、趙心馳、張文華
- 製作公司：映畫傳播
- 美術指導：尹立民（小尹）
- 美術執行：阿宗
- 道具師：王昊群（小蛙）
- 統籌：郭星輝
- 冠名贊助
  - 東森戲劇台：家後紅麴磷蝦油（第3集-第10集）

## 大事記
2020年
- 7月23日 《神之鄉》卡司公布。[5]
- 8月3日 《神之鄉》團隊舉行開鏡儀式。[6]
- 10月14日 《神之鄉》全劇殺青。
- 10月16日 《神之鄉》殺青宴。

2021年
- 7月4日 《神之鄉》釋出5分鐘片花。[7]
- 7月8日 《神之鄉》釋出10分鐘片花。[8]
- 7月10日，公視主頻首播。
- 7月11日，東森戲劇台首播。
- 7月11日，LINE TV首播。

## 電視節目的變遷
- 官方网站－公視
- 官方网站－東森
- 官方网站－華視
- 神之鄉的Facebook專頁
- 神之鄉的Instagram帳戶
- 東森創作的Facebook專頁
- 東森創作的Instagram帳戶
- YouTube上的東森創作頻道

| 中華民國 公視主頻 每週六 21:00 - 23:00    | 中華民國 公視主頻 每週六 21:00 - 23:00  | 中華民國 公視主頻 每週六 21:00 - 23:00 |
| ----------------------------------------- | --------------------------------------- | -------------------------------------- |
|                                           | 神之鄉 （2021年7月10日－2021年8月7日）  |                                        |
| 若是一個人 （2021年6月5日－2021年7月3日） | 斯卡羅 （2021年8月14日－2021年9月18日） |                                        |

| 中華民國 東森戲劇台 每週日 20:00 - 22:00      | 中華民國 東森戲劇台 每週日 20:00 - 22:00    | 中華民國 東森戲劇台 每週日 20:00 - 22:00 |
| --------------------------------------------- | ------------------------------------------- | ---------------------------------------- |
|                                               | 神之鄉 （2021年7月11日－2021年8月8日）      |                                          |
| 天橋上的魔術師 （2021年6月6日－2021年7月4日） | 生死接線員 （2021年8月15日－2021年9月12日） |                                          |

| 中華民國 公視台語台 每週日 20:00 - 22:00 | 中華民國 公視台語台 每週日 20:00 - 22:00                                           | 中華民國 公視台語台 每週日 20:00 - 22:00 |
| ---------------------------------------- | ---------------------------------------------------------------------------------- | ---------------------------------------- |
|                                          | 神之鄉 （2021年9月5日－2021年10月3日）                                             |                                          |
| 做工的人 （2021年8月6日－2021年8月29日） | 阮氏碧花與她的兩個男人 （2021年10月10日）孟婆客棧 （2021年11月8日－2022年1月23日） |                                          |

| 中華民國 衛視中文台 每週日 23:00－00:00 · 10月24日 23:10－00:10 | 中華民國 衛視中文台 每週日 23:00－00:00 · 10月24日 23:10－00:10    | 中華民國 衛視中文台 每週日 23:00－00:00 · 10月24日 23:10－00:10 |
| --------------------------------------------------------------- | ------------------------------------------------------------------ | --------------------------------------------------------------- |
|                                                                 | 神之鄉 （2021年10月24日－2021年12月26日）                          |                                                                 |
| 俗女養成記2 （2021年8月15日－2021年10月17日）                   | 哲仁王后（重播） （22:00 - 00:00） （2022年1月2日－2022年4月24日） |                                                                 |

| 中華民國 華視主頻 星期日 22:00 - 23:00                | 中華民國 華視主頻 星期日 22:00 - 23:00                                                   | 中華民國 華視主頻 星期日 22:00 - 23:00 |
| ----------------------------------------------------- | ---------------------------------------------------------------------------------------- | -------------------------------------- |
|                                                       | 神之鄉 （2022年9月18日－2022年11月20日）                                                 |                                        |
| 村裡來了個暴走女外科 （2022年7月17日－2022年9月11日） | 2022世足看華視 （2022年11月20日－2022年12月18日）再見之後 （2023年1月1日－2023年3月5日） |                                        |